# Nella Bellero
Nella Bellero (Alessandria, 1945) è una cantante italiana.

## Biografia
Figlia di un operaio in una fabbrica di stufe, inizia ad esibirsi giovanissima in vari concorsi e manifestazioni nella sua regione, vincendone alcuni come il Festival di Valenza ed il Festival Voci di Domani di Ovada, il 18 maggio 1961; grazie a quest'ultima vittoria viene notata dal maestro Gino Mescoli, che le propone un contratto discografico con la Phonocolor, con cui debutta nello stesso anno, a soli sedici anni, con La roulette, canzone scritta da Domenico Serengay, Giovanni Marabotto e Mansueto De Ponti.
Nel 1962 partecipa con Via Partenope al Burlamacco d'Oro, in coppia con Franco D'Ambra, e nel 1963 al Festival di Pesaro con Per un po'.
Dopo aver iniziato con un genere melodico, successivamente si avvicina ad un genere più ritmato, fino ad approdare ad un beat leggero.
Partecipa a Un disco per l'estate 1965 con Stasera partirò, scritta da Mescoli e Vito Pallavicini; nello stesso anno ottiene un buon successo con La finta tonta e Pappamolla, uno dei primi ska italiani, cover di Paper Tiger, scritta da John Dee Loudermilk per Sue Thompson.
Si ritira dall'attività nella seconda metà del decennio.

## Discografia parziale

### Singoli
- 1961: La roulette/Un angelo (Style, MS 1160)
- 1961: Notte di serenata/Tango delle rose (Style, MS 1187)
- 1962: A mezza strada/Mezzanottetango (Style, MS 1189)
- 1962: Tango Bolero/Portami tante rose (Style, STMS 534)
- 30 maggio 1963: Mi lascerò baciare/I tuoi capricci (Style, STMS 566)
- 1964: Smettila/Va...tu sei libero (Style, STMS 585)
- 1965: I giorni miei/Gli angeli sul ponte (Style, STMS 603)
- 1965: Stasera partirò/Ma se ti dico che ti amo (Style, STMS 607)
- 1965: La finta tonta/Gli angeli sul ponte (Style, STMS 613)
- 1965: Pappamolla/Il nostro momento (Style, STMS 625)